# Ichneumon broweri
Ichneumon broweri är en stekelart som beskrevs av Heinrich 1961. Ichneumon broweri ingår i släktet Ichneumon och familjen brokparasitsteklar. Inga underarter finns listade i Catalogue of Life.